# Le Dossier Odessa
 (signalé en juin 2025).
Si vous disposez d'ouvrages ou d'articles de référence ou si vous connaissez des sites web de qualité traitant du thème abordé ici, merci de compléter l'article en donnant les références utiles à sa vérifiabilité et en les liant à la section « Notes et références ».
- Archive Wikiwix
- Bing
- Cairn
- DuckDuckGo
- E. Universalis
- Gallica
- Google
- G. Books
- G. News
- G. Scholar
- Persée
- Qwant
- (zh) Baidu
- (ru) Yandex
- (wd) trouver des œuvres sur Wikidata

Le Dossier Odessa (titre original : The Odessa File) est un roman de Frederick Forsyth paru en 1972.

## Synopsis
Le 22 novembre 1963, Peter Miller, un jeune journaliste allemand, est au volant de sa voiture lorsqu'est annoncé l'assassinat du président John F. Kennedy. 
C'est parce qu'il s'arrête quelques minutes au bord de la route pour laisser passer le choc de la nouvelle qu'il se retrouve en possession du journal de Simon Tauber, un vieux Juif Allemand rescapé de l'Holocauste. 
Ce journal témoigne du quotidien des Juifs Allemands détenus dans le camp de concentration de Riga.
Il se met alors en tête de retrouver la trace du directeur de ce camp, Eduard Roschmann, dont les crimes lui ont valu le surnom de « Boucher de Riga ».
Ses investigations le conduisent à apprendre l'existence d'Odessa, une organisation clandestine aidant les anciens SS. Mais il ignore que Roschmann se trouve justement être d'une importance capitale pour Odessa.

## Commentaires
Comme dans la plupart de ses romans, Forsyth mêle habilement faits réels et fiction. La majeure partie des protagonistes existe d'ailleurs réellement (Eduard Roschmann, Simon Wiesenthal).
À noter que le roman est adapté au cinéma en 1974 : Le Dossier Odessa (The Odessa File), réalisé par Ronald Neame, avec Jon Voight dans le rôle de Peter Miller et Maximilian Schell dans celui de Roschmann.